# Női kalapácsvetés a 2023-as atlétikai világbajnokságon
A 2023-as atlétikai világbajnokságon a női kalapácsvetés selejtezőjét augusztus 23-án, döntőjét augusztus 24-én rendezték meg Budapesten, a Nemzeti Atlétikai Központban.
A győztes a kanadai Camryn Rogers lett 77,22 méteres dobásával.

## Rekordok
A versenyt megelőzően a következő rekordok voltak érvényben:
| Világrekord                                            | Anita Włodarczyk (POL)          | 82,98 m | Varsó, Lengyelország              | 2016. augusztus 28. |
| Világbajnoki rekord                                    | Anita Włodarczyk (POL)          | 80,85 m | Peking, Kína                      | 2015. augusztus 27. |
| Világ legjobb idei eredménye                           | Brooke Andersen (USA)           | 80,17 m | Tucson, Amerikai Egyesült Államok | 2023. május 20.     |
| Afrika rekord                                          | Annette Nneka Echikunwoke (NGR) | 75,49 m | Tucson, Amerikai Egyesült Államok | 2021. május 22.     |
| Ázsia rekord                                           | Vang Cseng (Wang Zheng) (CHN)   | 77,68 m | Csengtu, Kína                     | 2014. március 29.   |
| Észak-, valamint Közép-Amerika és Karibi-térség rekord | DeAnna Price (USA)              | 80,31 m | Eugene, Amerikai Egyesült Államok | 2021. június 26.    |
| Dél-Amerika rekord                                     | Jennifer Dahlgren (ARG)         | 73,74 m | Buenos Aires, Argentína           | 2010. április 10.   |
| Európa rekord                                          | Anita Włodarczyk (POL)          | 82,98 m | Varsó, Lengyelország              | 2016. augusztus 28. |
| Óceániai rekord                                        | Lauren Bruce (NZL)              | 74.61 m | Tucson, Amerikai Egyesült Államok | 2021. május 20.     |

## Eredmények
Az eredmények méterben értendők. A rövidítések jelentése a következő:
| - WR: világrekord - CR: világbajnoki rekord - NR: országos rekord - PB: egyéni legjobb eredménye | - SB: 2023-ban az addigi legjobb eredménye - DNS: nem indult a futamon - x: érvénytelen kísérlet - Q: eredmény alapján továbbjutott - q: helyezés alapján továbbjutott |

### Selejtező
A selejtezőből a döntőbe vagy legalább 73 méteres dobással vagy a legjobb 12 helyezés megszerzésével lehetett jutni.
| H  | Cs | Név                     | Nemzet           | Kísérletek | Kísérletek | Kísérletek | Eredmény | Mj    |
| H  | Cs | Név                     | Nemzet           | 1          | 2          | 3          | Eredmény | Mj    |
| -- | -- | ----------------------- | ---------------- | ---------- | ---------- | ---------- | -------- | ----- |
| 1  | A  | Hanna Skydan            | Azerbajdzsán     | 77,10 m    |            |            | 77,10 m  | Q, NR |
| 2  | A  | DeAnna Price            | Egyesült Államok | 76,25 m    |            |            | 76,25 m  | Q     |
| 3  | B  | Silja Kosonen           | Finnország       | x          | 74,19 m    |            | 74,19 m  | Q, PB |
| 4  | A  | Camryn Rogers           | Kanada           | 70,97 m    | 73,95 m    |            | 73,95 m  | Q     |
| 5  | B  | Bianca Perie-Ghelber    | Románia          | 73,67 m    |            |            | 73,67 m  | Q     |
| 6  | A  | Sara Fantini            | Olaszország      | 73,28 m    |            |            | 73,28 m  | Q, SB |
| 7  | A  | Csao Csie (Zhao Jie)    | Kína             | 69,13 m    | 73,23 m    |            | 73,23 m  | Q, PB |
| 8  | B  | Janee Kassanavoid       | Egyesült Államok | 71,04 m    | x          | 72,70 m    | 72,70 m  | q     |
| 9  | A  | Malwina Kopron          | Lengyelország    | x          | 71,48 m    | 72,35 m    | 72,35 m  | q, SB |
| 10 | A  | Vang Cseng (Wang Zheng) | Kína             | 66,73 m    | 71,93 m    | 71,08 m    | 71,93 m  | q     |
| 11 | B  | Anna Purchase           | Nagy-Britannia   | 70,99 m    | 71,31 m    | 67,76 m    | 71,31 m  | q     |
| 12 | B  | Katrine Koch Jacobsen   | Dánia            | 70,63 m    | 71,25 m    | 70,32 m    | 71,25 m  | q     |
| 13 | B  | Anita Włodarczyk        | Lengyelország    | 70,36 m    | 71,17 m    | x          | 71,17 m  |       |
| 14 | B  | Rosa Rodríguez          | Venezuela        | 68,57 m    | x          | 70,81 m    | 70,81 m  |       |
| 15 | A  | Suvi Koskinen           | Finnország       | 67,78 m    | 70,81 m    | 67,83 m    | 70,81 m  |       |
| 16 | B  | Csi Li (Ji Li)          | Kína             | 70,59 m    | 69,17 m    | 68,86 m    | 70,59 m  |       |
| 17 | B  | Alexandra Tavernier     | Franciaország    | 70,19 m    | x          | 69,42 m    | 70,19 m  |       |
| 18 | A  | Stephanie Ratcliffe     | Ausztrália       | 69,87 m    | 66,93 m    | 67,97 m    | 69,87 m  |       |
| 19 | B  | Aleksandra Smiech       | Lengyelország    | 67,33 m    | x          | 69,76 m    | 69,76 m  |       |
| 20 | A  | Charlotte Payne         | Nagy-Britannia   | 64,56 m    | 69,32 m    | 69,57 m    | 69,57 m  |       |
| 21 | B  | Beatrice Llano          | Norvégia         | 69,11 m    | 67,98 m    | 66,57 m    | 69,11 m  |       |
| 22 | B  | Grete Ahlberg           | Svédország       | 68,51 m    | 66,94 m    | 69,05 m    | 69,05 m  |       |
| 23 | A  | Krista Tervo            | Finnország       | x          | 67,53 m    | 68,00 m    | 68,00 m  |       |
| 24 | A  | Rose Loga               | Franciaország    | x          | 67,95 m    | x          | 67,95 m  |       |
| 25 | B  | Brooke Andersen         | Egyesült Államok | x          | x          | 67,72 m    | 67,72 m  |       |
| 26 | A  | Sztamatía Szkarvéli     | Görögország      | 67,51 m    | 67,53 m    | x          | 67,53 m  |       |
| 27 | B  | Jilian Weir             | Kanada           | 65,97 m    | 65,14 m    | 67,48 m    | 67,48 m  |       |
| 28 | A  | Lauren Bruce            | Új-Zéland        | 67,10 m    | 67,04 m    | x          | 67,10 m  |       |
| 29 | A  | Laura Redondo           | Spanyolország    | 66,87 m    | 66,95 m    | 66,29 m    | 66,95 m  |       |
| 30 | B  | Oyesade Olatoye         | Nigéria          | x          | 66,92 m    | 65,76 m    | 66,92 m  |       |
| 31 | B  | Irina Klimec            | Ukrajna          | 65,69 m    | 66,87 m    | x          | 66,87 m  |       |
| 32 | A  | Mayra Gaviria           | Kolumbia         | 66,14 m    | 66,82 m    | 65,25 m    | 66,82 m  |       |
| 33 | B  | Gyurátz Réka            | Magyarország     | 65,25 m    | 66,81 m    | x          | 66,81 m  |       |
| 34 | A  | Martina Hrašnová        | Szlovákia        | 57,17 m    | 64,83 m    | 66,28 m    | 66,28 m  |       |
| 35 | B  | Nayoka Clunis           | Jamaica          | x          | 58,10 m    | x          | 58,10 m  |       |
|    | A  | Jilian Shippee          | Egyesült Államok | x          | x          | x          | NM       |       |

### Döntő
| H  | Név                     | Nemzet           | Kísérletek | Kísérletek | Kísérletek | Kísérletek | Kísérletek | Kísérletek | E       | Mj |
| H  | Név                     | Nemzet           | 1          | 2          | 3          | 4          | 5          | 6          | E       | Mj |
| -- | ----------------------- | ---------------- | ---------- | ---------- | ---------- | ---------- | ---------- | ---------- | ------- | -- |
| 1  | Camryn Rogers           | Kanada           | 77,22 m    | 77,07 m    | 76,75 m    | 75,68 m    | 76,72 m    | 74,92 m    | 77,22 m |    |
| 2  | Janee Kassanavoid       | Egyesült Államok | x          | 76,00 m    | 76,36 m    | 73,13 m    | 75,27 m    | 75,05 m    | 76,36 m |    |
| 3  | DeAnna Price            | Egyesült Államok | x          | x          | 73,28 m    | 72,62 m    | 75,41 m    | 73,98 m    | 75,41 m |    |
| 4  | Hanna Skydan            | Azerbajdzsán     | 74,18 m    | x          | 73,67 m    | x          | 68,76 m    | 72,91 m    | 74,18 m |    |
| 5  | Silja Kosonen           | Finnország       | 73,89 m    | x          | 72,79 m    | x          | x          | 73,43 m    | 73,89 m |    |
| 6  | Sara Fantini            | Olaszország      | 71,94 m    | 73,85 m    | 69,42 m    | 71,79 m    | 71,82 m    | x          | 73,85 m | SB |
| 7  | Bianca Perie-Ghelber    | Románia          | x          | x          | 73,58 m    | 72,35 m    | 73,70 m    | 72,46 m    | 73,70 m |    |
| 8  | Vang Cseng (Wang Zheng) | Kína             | 70,29 m    | 72,14 m    | x          | x          | x          | x          | 72,14 m |    |
| 9  | Katrine Koch Jacobsen   | Dánia            | 69,89 m    | 71,33 m    | 70,04 m    |            |            |            | 71,33 m | SB |
| 10 | Csao Csie (Zhao Jie)    | Kína             | 69,87 m    | 70,29 m    | x          |            |            |            | 70,29 m |    |
| 11 | Anna Purchase           | Nagy-Britannia   | x          | 68,82 m    | 70,29 m    |            |            |            | 70,29 m |    |
| 12 | Malwina Kopron          | Lengyelország    | x          | x          | x          |            |            |            | NM      |    |